# Літачки: Рятувальний загін
«Літачки: Рятувальний загін» (англ. Planes: Fire and Rescue) — американський анімаційний фільм студії Disney. Є продовженням мультфільму «Літачки». Світова прем'єра фільму в кінотеатрах відбулась 18 липня 2014, в Україні — 21 серпня.
Автор українського перекладу — Сергій Ковальчук.
Дубльований українською мовою студією «Le Doyen» на замовлення «Disney Character Voices International» у 2014 році.

## Сюжет
Пилюк Вітрогон (Dusty Crophopper), всесвітньо відомий чемпіон з повітряних перегонів, жити не може без перегонів і швидкості. Після отримання серйозного пошкодження коробки передач, він не здатен використовувати швидкість двигуна на повну. Його подруга механік каже, що таких вже не випускають, і зібрати вона сама не може. Пилюк у відчаї. Крапочка сказала, що, якщо використає потужність двигона на повну потужність він розіб'ється. Ще й на Пропелерівському аеродромі спалахує пожежа і після тривалого гасіння і перемоги над вогнем, до них приїжджає перевірка на протипожежну безпеку, і виявляє, що їхній пожежник Шухер старий, і заіржавілий та немає другої пожежної машини, й закриває аеродром якраз перед святом Гички. Крапочка обіцяє поремортувати Шухера. Але, залишається знайти другу пожежну машину, у сезон пожеж. Всі сумують, бо це майже неможливо. Після тривалих роздумів Пилюк заїжджає у ангар Шухера і намагається підтримати пожежника. Розглядаючи дошку з світлинами  і його бронзовою зіркою в ангарі  Пилюка зацікавило фото із одним із перших пожежних літаків. Пилюк пропонує стати другим пожежником.Але для цього йому потрібен дозвіл. Шухар зв'язується з своїм знайомим пожежником Рейнджером Гвинтом,і домовляється про тренування Пилюка та його посвяту в пожежники. Вже наступного дня наш герой летить за далекі кілометри до пожежної команди Перевалу Поршня. Де на нього чекають нові пригоди. Та знайомство з безстрашними пожежниками, які рятують багато життів.

## Ролі озвучували
| Актор                 | Роль             |
| --------------------- | ---------------- |
| Дейн Кук              | Пилюк            |
| Стейсі Кіч            | Капітан          |
| Тері Хетчер           | Крапочка         |
| Бред Гаррет           | Чахлик           |
| Седрік «Розважальник» | Лідботтом        |
| Денні Манн            | Спалах           |
| Джулі Боуен           | Черпанна         |
| Кертіс Армстронг      | Мару             |
| Ед Гарріс             | Рейнджер Гвинт   |
| Вес Стьюді            | Вітрильник       |
| Реджина Кінг          | Динамітка        |
| Ерік Естрада          | Нік Бочка Лопез  |
| Джон Ратценбергер     | Броді            |
| Джон Майкл Хіггінс    | Шухер            |
| Керолайн Аарон        | додаткові голоси |

## Створення
Вихід мультфільму «Літачки: Рятувальний загін» підтвердив плани Walt Disney Pictures зробити з мультфільму «Літачки» трилогію. Вихід цієї анімаційної стрічки повинен був визначити для компанії долю можливих проєктів, де героями мали стати потяги та човни.
Попри зміну режисера, композитором трилогії залишився Марк Манчіні. Під час роботи над фільмом творці спеціально звернулися в одну з американських служб, прототип якої показали у мультфільмі. Як паркові й лісові зони були взяті національні парки Єллоустоун і Йосеміті. У стрічці зроблений великий акцент на виховну частину, що є помітним у ставленні героїв стрічки до лісів. Відомий американський актор Ед Гарріс озвучив мудрого вертольота Блейда Рейнджера.

## Український дубляж
- В'ячеслав Ніколенко — Пилюк Вітрогін
- Євген Пашин — Рейнджер Гвинт
- Юлія Шаповал — Черпаночка
- Євген Малуха — Мару
- Андрій Твердак — Кед Маховило
- Анатолій Барчук — Шухер
- Назар Задніпровський — Вітрильник
- Віктор Данилюк — Чахлик
- Оксана Поліщук — Крапочка
- Олег Примогенов — Капітан
- Василь Мазур — Черевань
- Дмитро Завадський — Спалах
- Анатолій Борисенко — Шуменич
- Людмила Барбір — Динамітка
- Неоніла Білецька — Віні
- Юрій Висоцький — Гарві
- Анатолій Пашнін — Міністр
- А також: Роман Молодій, Кирило Нікітенко, Марія Єременко, Катерина Башкіна-Зленко, Дмитро Сова, Роман Чупіс, Олена Борозенець, Вікторія Хмельницька, Юрій Сосков, Єгор Пчолкін, Михайло Кришталь, Сергій Солопай, Андрій Альохін, Микола Боклан, Євген Сінчуков, Володимир Канівець, Анатолій Зіновенко, Іван Марченко, Дмитро Бузинський та інші.

Фільм дубльовано студією «Le Doyen» на замовлення «Disney Character Voices International» у 2014 році.
- Перекладач — Сергій Ковальчук
- Режисер дубляжу — Іван Марченко
- Мікс-студія — Shepperton International
- Творчий керівник — Maciej Eyman